# 海阳豆蟹
海阳豆蟹（学名：Pinnotheres haiyangensis）为豆蟹科豆蟹属的动物。在中国大陆，分布于山东等地，生活环境为海水，多与低潮线沙滩上的渤海鸭嘴蛤共栖。